# NHL Supplemental Draft 1988
L'NHL Supplemental Draft 1988 si è tenuto nel mese di giugno del 1988. Essa fu la terza edizione del Supplemental Draft. Otto fra i giocatori scelti militarono nella National Hockey League.

## Scopo
Il Supplemental Draft fu utilizzato dalle franchigie della NHL per selezionare i giocatori provenienti dalle università statunitensi e canadesi altrimenti non eleggibili per l'Entry Draft. A differenza dell'Entry Draft la maggioranza dei giocatori non militò mai nella squadra dalla quale furono selezionati, tuttavia dodici di essi superarono le 100 presenze in NHL. Il Supplemental Draft fu abbandonato dopo la firma del nuovo contratto collettivo fra i giocatori e i proprietari delle squadre nel 1995.

## Scelte
| #  | Giocatore            | Nazionalità | Squadra NHL           | Squadra di provenienza                |
| -- | -------------------- | ----------- | --------------------- | ------------------------------------- |
| 1  | Mike McHugh (AS)     | Stati Uniti | Minnesota North Stars | Maine Black Bears (Hockey East)       |
| 2  | Andy Gribble (A)     | Canada      | Vancouver Canucks     | Bowling Green Falcons (CCHA)          |
| 3  | Phil Berger (AD)     | Stati Uniti | Quebec Nordiques      | Northern Michigan Wildcats (CCHA)     |
| 4  | Paul Polillo (C)     | Canada      | Pittsburgh Penguins   | W. Michigan Broncos (CCHA)            |
| 5  | Mike Hurlbut (D)     | Stati Uniti | New York Rangers      | St. Lawrence Saints (ECAC)            |
| 6  | Dave Schofield (D)   | Stati Uniti | Minnesota North Stars | Merrimack Warriors (Hockey East)      |
| 7  | Steve McKichan (P)   | Canada      | Vancouver Canucks     | Miami RedHawks (CCHA)                 |
| 8  | Jamie Baker (C)      | Canada      | Quebec Nordiques      | St. Lawrence Saints (ECAC)            |
| 9  | Shawn Lillie (C)     | Canada      | Pittsburgh Penguins   | Colgate Raiders (ECAC)                |
| 10 | Ron Lecinskas (D)    | Stati Uniti | New York Rangers      | Salem State College (ECAC)            |
| 11 | Dean Anderson (P)    | Canada      | Toronto Maple Leafs   | Wisconsin Badgers (WCHA)              |
| 12 | Sean Fitzgerald (AS) | Stati Uniti | Los Angeles Kings     | SUNY Oswego (SUNYAC)                  |
| 13 | Todd Wolf (D)        | Stati Uniti | Chicago Blackhawks    | Colgate Raiders (ECAC)                |
| 14 | Mike McNeill (AS)    | Stati Uniti | St. Louis Blues       | Notre Dame Fighting Irish (CCHA)      |
| 15 | Mike O'Neill (P)     | Canada      | Winnipeg Jets         | Yale Bulldogs (ECAC)                  |
| 16 | Todd Krygier (AS)    | Stati Uniti | Hartford Whalers      | UConn Huskies (Atlantic Hockey)       |
| 17 | Tim Budy (AS)        | Canada      | New Jersey Devils     | Colorado C. Tigers (WCHA)             |
| 18 | Clark Davies (D)     | Stati Uniti | Buffalo Sabres        | Ferris State Bulldogs (CCHA)          |
| 19 | Paul Connell (P)     | Stati Uniti | Philadelphia Flyers   | Bowling Green Falcons (CCHA)          |
| 20 | Harry Mews (A)       | Canada      | Washington Capitals   | Northeastern U. Huskies (Hockey East) |
| 21 | Doug Melnyk (D)      | Canada      | New York Islanders    | W. Michigan Broncos (CCHA)            |
| 22 | Gary Shuchuk (C)     | Canada      | Detroit Red Wings     | Wisconsin Badgers (WCHA)              |
| 23 | Chris Harvey (P)     | Stati Uniti | Boston Bruins         | Boston U. Terriers (ECAC)             |
| 24 | Brian Dowd (D)       | Canada      | Edmonton Oilers       | Northeastern U. Huskies (Hockey East) |
| 25 | Peter Fish (P)       | Stati Uniti | Montreal Canadiens    | Boston U. Terriers (Hockey East)      |
| 26 | Jerry Tarrant (D)    | Stati Uniti | Calgary Flames        | Vermont Catamounts (Hockey East)      |